# Adriana Lovera
Adriana Lovera Varela (20 de septiembre de 1985) es una ciclista de carretera de Venezuela. Representó a su país en el Campeonato Mundial de Ciclismo en Ruta de 2008.